# Marquefave
Marquefave är en kommun i departementet Haute-Garonne i regionen Occitanien i södra Frankrike. Kommunen ligger i kantonen Carbonne som tillhör arrondissementet Muret. År 2022 hade Marquefave 976 invånare.

## Befolkningsutveckling
Antalet invånare i kommunen Marquefave
Referens:INSEE